# 마이클 미프수드
마이클 미프수드(몰타어: Michael Mifsud, 1981년 4월 17일 ~ )는 몰타의 전직 축구 선수로 과거 스트라이커로 활약했으며 몰타 축구 대표팀 역대 국제 A매치 최다 출전 및 최다 득점 기록 보유자이며 FIFA 센추리클럽에 가입되어 있는 7명의 몰타 선수 중 하나이다.

## 같이 보기
- A매치 100경기 이상 출전한 축구 선수 명단